# Hydrotrupes
Hydrotrupes là một chi bọ cánh cứng trong họ Dytiscidae.
Chi này được Sharp miêu tả khoa học năm 1882.

## Các loài
Các loài trong chi này gồm:
- Hydrotrupes chinensis Nilsson, 2003
- Hydrotrupes palpalis Sharp, 1882